# Mus terricolor
Mus terricolor (Blyth, 1851) è un roditore della famiglia dei Muridi diffuso nel Subcontinente indiano.

## Descrizione

### Dimensioni
Roditore di piccole dimensioni, con la lunghezza della testa e del corpo tra 70 e 89 mm, la lunghezza della coda tra 57 e 68 mm, la lunghezza del piede di 15 mm, la lunghezza delle orecchie tra 11 e 13 mm e un peso fino a 19,1 g.

### Aspetto
Le parti superiori variano dal grigio al bruno-rossastro, la parte mediana dorsale è nerastra, mentre le parti ventrali e le labbra variano dal bianco all'ocra, con la base dei singoli peli grigia. Le vibrisse della parte superiore del muso sono nere, mentre quelle inferiori sono bianche. Le orecchie sono rotonde. Le zampe sono bianche. La coda è più corta della testa e del corpo, è marrone sopra e ricoperta di piccoli peli biancastri sotto. Le femmine hanno tre paia di mammelle pettorali e due paia inguinali. Il cariotipo è 2n=40 FN=47-79.

## Biologia

### Comportamento
È una specie terricola.

### Alimentazione
Viene considerata una piaga dagli agricoltori.

## Distribuzione e habitat
Questa specie è diffusa nelle province pakistane del Punjab e Sindh orientali, nell'India fino al Bihar e il West Bengal ad est, Nepal meridionale e Bangladesh. Una popolazione è stata introdotta nella zona di Medan nella parte settentrionale dell'isola di Sumatra.
Vive in molteplici tipi di habitat.

## Conservazione
La IUCN Red List, considerata la relativa ampia distribuzione, classifica M.terricolor come specie a rischio minimo (Least Concern).